# 高野口町
高野口町（こうやぐちちょう）は、和歌山県伊都郡にあった町である。
2006年3月1日、隣接する橋本市と合併し、新市制による橋本市となった。合併後もかつての町域は橋本市高野口町となっている。

## 地理
和歌山県の北東部に位置する。高野口町名倉の一部が九度山町内にあり、竹尾の一部がかつらぎ町内にあり飛地となっている。
- 河川:紀ノ川

## 歴史
平安時代後期から霊峰高野山への参詣口の一つとして発展し、その後宿場として栄えた。明治33年（1900年）の紀和鉄道（現・和歌山線）の開通、翌年の名倉駅（現・高野口駅）の設置及び大正4年（1915年）に高野登山鉄道（現・南海高野線）が橋本駅まで開通したことで高野参りの客が多く集まるようになり、旅館、土産物屋、飲食店が軒を並べ、この賑わいは大正14年（1925年）に南海鉄道（現南海高野線）が高野下駅に開通するまで続いた。農業の副業として盛んに行われていた養蚕や機織りは、後のパイル織物を築く礎となった。

### 沿革
- 1889年（明治22年）4月1日 - 町村制の施行により、伊大野村・名倉村および入郷村の一部（飛地）の区域をもって名倉村が発足。
- 1910年（明治43年）9月1日 - 名倉村が町制施行・改称して高野口町となる。
- 1955年（昭和30年）4月15日 - 応其村・信太村と合併し、改めて高野口町が発足。
- 2006年（平成18年）3月1日 - 橋本市と合併し、改めて橋本市が発足。同日高野口町廃止。

## 行政
高野口町として最後の町長は辻本仁至。

## 経済

### 産業
高度成長期には、日本全国のパイル織物の80％を生産していたこともあり、新幹線車両の座席は全て「MADE IN KOUYAGUCHI」であったといわれるが、バブル期の頃より海外生産の廉価品に押され織物業は徐々に衰退した。

## 姉妹都市・提携都市
姉妹都市・提携都市はない

## 教育
- 町内には大学はない
- 高等学校
  - 和歌山県立伊都高等学校
- 中学校
  - 高野口町立高野口中学校（こうやぐちちゅうがっこう、橋本市高野口町名古曽1322-10）
- 小学校
  - 高野口町立高野口小学校（こうやぐちしょうがっこう、高野口町名倉226）
  - 高野口町立信太小学校（しのだしょうがっこう、高野口町九重87）
  - 高野口町立応其小学校（おうごしょうがっこう、橋本市高野口町名古曽19）
- 幼稚園
  - 高野口町立応其幼稚園（おうごようちえん、高野口町名古曽19）
  - 高野口町立高野口幼稚園（こうやぐちようちえん、橋本市高野口町名倉226）

## 交通

### 鉄道
- 中心となる駅：高野口駅
- 西日本旅客鉄道（JR西日本）
  - 和歌山線：高野口駅

### 道路
- 自動車専用道路
  - 京奈和自動車道（橋本道路）：高野口インターチェンジ - 合併後の2006年4月27日に開通
- 一般国道
  - 国道24号
- 県道
  - 和歌山県道4号高野口野上線
  - 和歌山県道103号山田岸上線
  - 和歌山県道112号九重名倉線
  - 和歌山県道113号高野口停車場線

## 出身著名人
- ウインズ平阪 - J-POPユニットウインズのリーダー
- 山中吾郎 - 衆議院議員（岩手県選出）、岩手県教育委員会教育長
- 神崎亮平 - 生物学者、東京大学教授、元日本比較生理生化学会会長
- 六代目上村吉弥 - 歌舞伎俳優
- 浦部陽介 - シンガーソングライター